# یوکا هارادا
یوکا هارادا (انگلیسی: Yuka Harada؛ زادهٔ ۵ ژوئن ۱۹۶۸) بازیکن بسکتبال اهل ژاپن بود.